# Делбаех
Делбаех мак Огма — (ірл. — Delbáeth) — персонаж ірландської міфології та чисельних ірландських легенд та історичних переказів. Згідно середньовічної ірландської історичної (чи псевдоісторичної) традиції — верховний король Ірландії з Племені Богині Дану (Туата Де Даннан (ірл. — Tuatha Dé Danann). Час правління (згідно середньовічної ірландської історичної традиції): 1337—1327 роки до н. е. (згідно «Історії Ірландії» Джеффрі Кітінга) або 1750—1740 роки до н. е. згідно хроніки Чотирьох Майстрів. Був сином Енгуса або Огма, що теж належали до Племені Богині Дану та Ехніу, що з племені фоморів. Став наступником короля Дагда (відомого як Еохайд Оллахайр). Батько Ернаса (ірл. — Ernmas), що став батьком трьох принцес — Еріу, Банба, Фодла (ірл. — Ériu, Banba, Fodla), чиїми іменами називали потім острів Ірландія. Правив Ірландією протягом 10 років. Загинув від руки свого сина Фіахи. У «Книзі Захоплень Ірландії» також повідомляється, що він був батьком Бріана, і що Делбаех мав ще інші імена — Туйрілл Біккрео, Туйрілл Пікрео. Тому Деалбеха часто ідентифікують як Туйреанна (ірл. — Tuireann). Давнє ірландське плем'я Делвна (ірл. — Delbhna) вважало себе нащадками Делбаеха.